# Carlo M. Cipolla
Carlo M. Cipolla (Pavia, 15 de agosto de 1922 — Pavia, 5 de setembro de 2000) foi um historiador económico e medievalista italiano. Obteve sua licenciatura na Universidade de Pavia em 1944. Seu nome de batismo é Carlo Cipolla. Nas publicações, porém, é habitualmente referido como Carlo M. Cipolla. Esse nome do meio inexistente é normalmente mal interpretado como Maria.
Através da história econômica, com um enfoque humanista dela, procurou mostrar uma maior interesse nas causas que tem provocado determinadas situações econômicas e sociais ao longo da história, tendo em vista os efeitos materiais e cifras concretas. Foi também conhecido por seus artigos sobre a "superpopulação" e seus ensaios sobre a estupidez humana.
Em 1995 ganhou o Prêmio Balzan de história econômica com esta motivação: "Carlo M. Cipolla é considerado por seus contemporâneos como o precursor da história econômica que mais soube incutir um espírito inovador nesta disciplina. Graças à sua curiosidade intelectual, dominado pelo rigor de pensamento e método, e em virtude de uma meticulosa pesquisa de fontes, combinou a abordagem macro-histórica com estudos de micro-história em obras de grande originalidade e solidez, que abrangem campos econômico-culturais muito extensos".

## Biografia
Em sua juventude, Cipolla queria ser professor de história e filosofia e, devido a isso, ingressou na faculdade de ciência e política da Universidade de Pavia. Estudando lá, graças ao professor Franco Borlandi, um especialista em história econômica medieval, descobriu sua paixão pela história da economia. Consequentemente, ampliou seus estudos na universidade para se licenciar mais tarde na London School of Economics, em 1948.
Obteve seu primeiro posto de professor de história econômica em Catânia com a idade de 27 anos, dando iniciou a sua carreira acadêmica na Itália (Veneza, Turim, Pavia, Pisa e Fiesole) e no estrangeiro. Em 1953, Cipolla viajou aos Estados Unidos pelo Programa Fulbright e, em 1957, se tornou professor da Universidade da Califórnia, em Berkeley. Mais tarde, se tornou catedrático da mesma.
Cipolla foi um dos primeiros a estudar as epidemias e suas consequências socioeconômicas (para além da saúde pública) com base, em particular, nos documentos da magistratura florentina para a saúde: I pidocchi e il granduca ( 1979 ), Contro un nemico visible ( 1986 ), Miasmi e umori ( 1989 ), Il burocrate e il marinaio ( 1992 ), La sanità toscana e le tribolazioni degli inglesi nel XVII secolo ( 1992 ). Assim, ele ampliou a história médica para incluir a história social como um todo, o que lhe rendeu vários títulos de doutor honoris causa na medicina.
Cipolla ainda foi recebido como membro em várias academias e, em 1995, recebeu o Prêmio Balzan.

## Estupidez segundo Carlo M. Cipolla

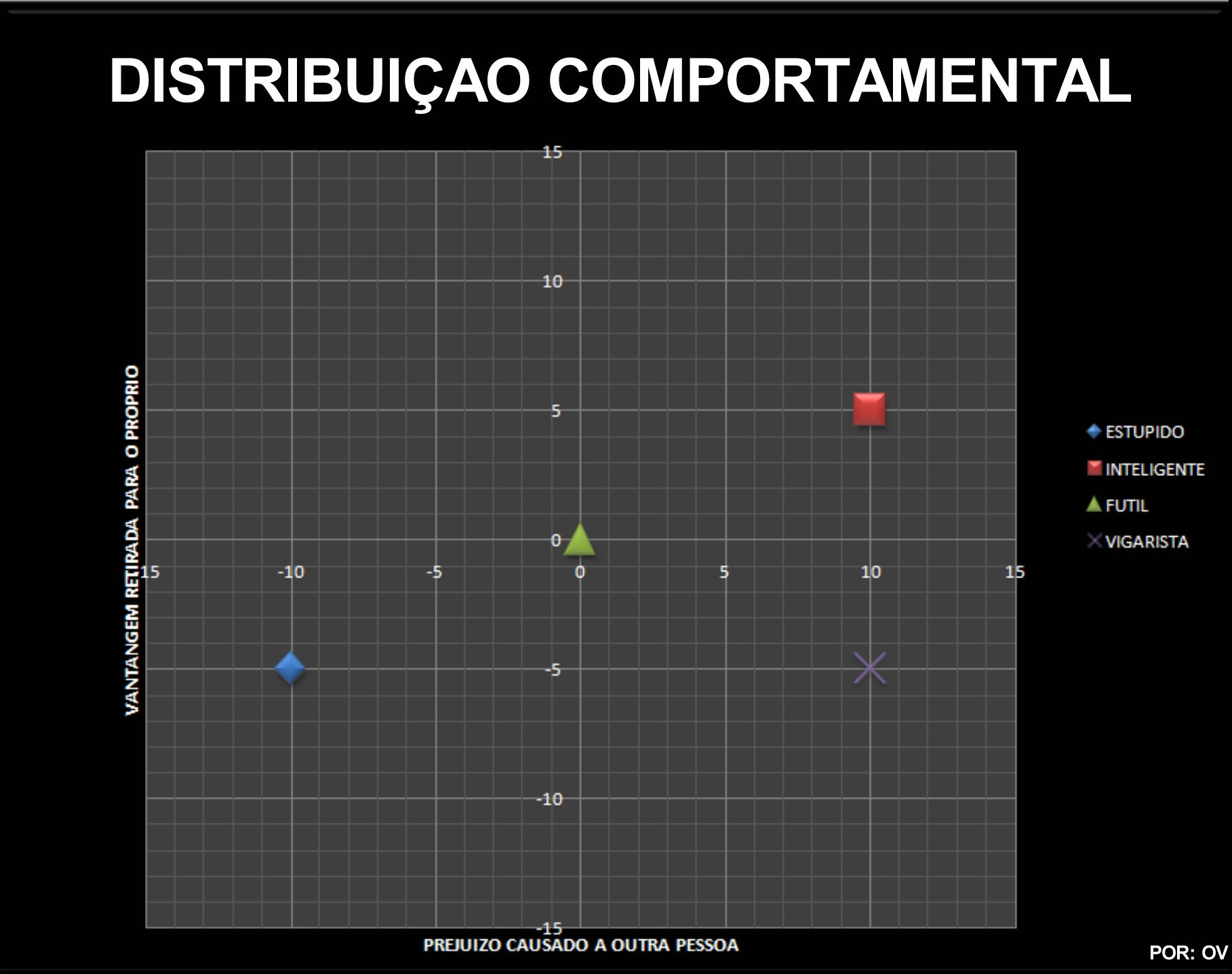
Gráfico ilustrativo do comportamento das pessoas: Inteligentes; Vigaristas; Fúteis; Estúpidas. Em que se mostra que os estúpidos ocupam a parte inferior esquerda do gráfico, em oposição aos inteligentes, que ocupam a parte superior direita do gráfico.

Uma pessoa estúpida, de acordo com o satírico ensaio de Cipolla publicado no livro Allegro ma non troppo (livro), é aquela que consegue gerar um dano a outra, sem que de tal resulte em vantagem para si e, em muitos casos, com prejuízo para o próximo. Este ensaio resultou inclusivamente numa famosa peça de teatro sobre a estupidez.
Esta conclusão resulta da análise comparativa entre os principais comportamentos do ser humano: de um vigarista, de um estúpido, de uma pessoa inteligente e de um fútil.
Sendo que:
- O inteligente consegue ter uma acção que resulte em vantagem para si e também para os outros (ainda que menor);
- O vigarista tira vantagem para si com prejuízo de terceiros;
- O fútil não gera nem para si nem para os outros, vantagem ou prejuízo;
- O estúpido, tem uma acção que resulta em prejuízo para si e para os outros (ainda que menor).

## Obras
- Studi di Storia della Moneta (1948)
- Mouvements monétaires dans l'Etat de Milan (1951)
- Money, Prices and Civilization (1956)
- L' avventura della lira (1958)
- Storia dell'economia italiana: Saggi di storia economica (1959)
- Economic History of World Population (1962)
- Guns, Sails, and Empires: Technological Innovation and the Early Phases of European Expansion, 1400-1700 (1965)
- Clocks and Culture (1967)
- Literary and Development in the West (1969)
- The economic decline of empires (1970)
- European culture and overseas expansion (1970)
- Economic History of Europe (1973)
- The technology of man: A visual history (1980)
- Fighting the Plague in Seventeenth Century Italy (1981)
- The Monetary Policy of Fourteenth Century Florence (1982)
- Allegro ma non troppo (1988)
- Between Two Cultures: An Introduction to Economic History (1992)
- Before the Industrial Revolution: European Society and Economy, 1000-1700 (1994)